# Paratype laeticolor
Paratype laeticolor là một loài bướm đêm thuộc phân họ Arctiinae, họ Erebidae.